# 16073 Ґаскін
16073 Ґаскін (16073 Gaskin) — астероїд головного поясу, відкритий 9 вересня 1999 року.
Тіссеранів параметр щодо Юпітера — 3,617.